# Harcourt Ommundsen
Harcourt Ommundsen (n. 23 noiembrie 1878, Alloa⁠(d), Clackmannanshire⁠(d), Regatul Unit – d. 19 septembrie 1915) a fost un trăgător de tir ce a reprezentat Regatul Unit al Marii Britanii și Irlandei, medaliat olimpic. A participat la 2 ediții ale Jocurilor Olimpice (1908, 1912) în care a câștigat două medalii de argint.